# Tipula footeana
Tipula footeana är en tvåvingeart som beskrevs av Alexander 1961. Tipula footeana ingår i släktet Tipula och familjen storharkrankar. Inga underarter finns listade i Catalogue of Life.